# Sakura Taisen
Sakura Taisen (サクラ大戦) est un jeu vidéo mêlant Tactical RPG et simulation de drague sorti à l'origine sur Saturn en 1996.
Décliné en plusieurs jeux "principaux", autres jeux plus annexes, un film, une série télévisée, plusieurs séries d'OAV, un manga, des comédies musicales et de nombreux CD de chansons dérivées.

## Trame
Dans les années 1920, alors que l'énergie majoritairement utilisée est toujours la vapeur, différentes menaces pèsent sur les grandes villes. Certaines personnes, disposant d'une forte énergie spirituelle sont alors engagées dans différentes grandes villes afin de composer des groupes de défense contre ces menaces souvent démoniaques.